# Grande Fatra

Localizzazione del massiccio montuoso

La Grande Fatra (in slovacco Veľká Fatra) è un massiccio montuoso del nord-ovest della Slovacchia che fa parte dei Carpazi.

## Classificazione
La Grande Fatra ha la seguente classificazione:
- catena montuosa = Carpazi
- provincia geologica = Carpazi Occidentali
- sottoprovincia = Carpazi Occidentali Interni
- area = Area Fatra-Tatra
- gruppo = Grande Fatra.

## Sport
Le due maggiori località sciistiche sono Skipark Ružomberok e Donovaly.

## Panorama

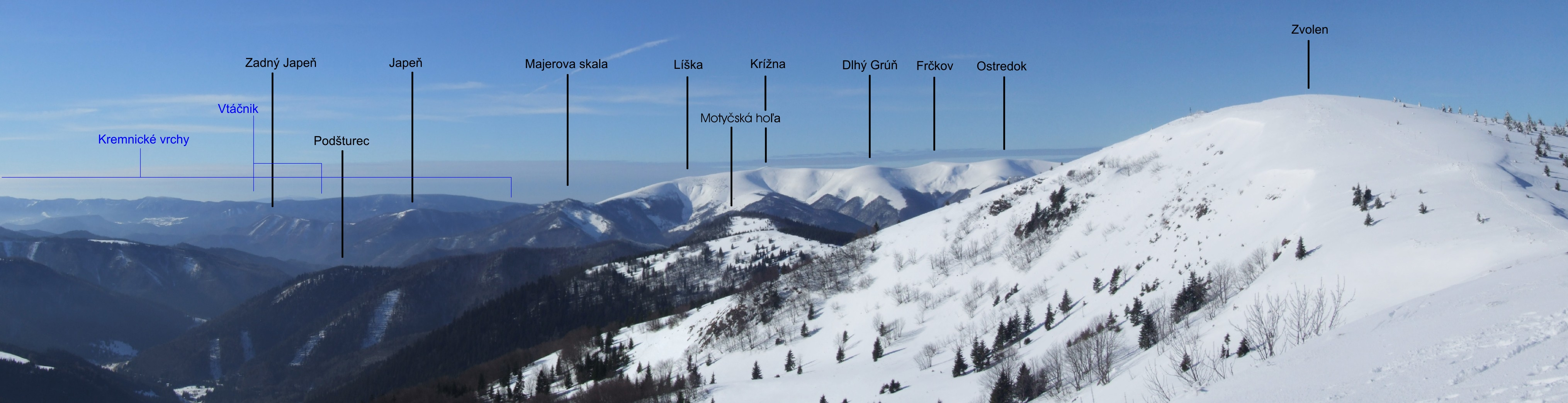
Grande Fatra

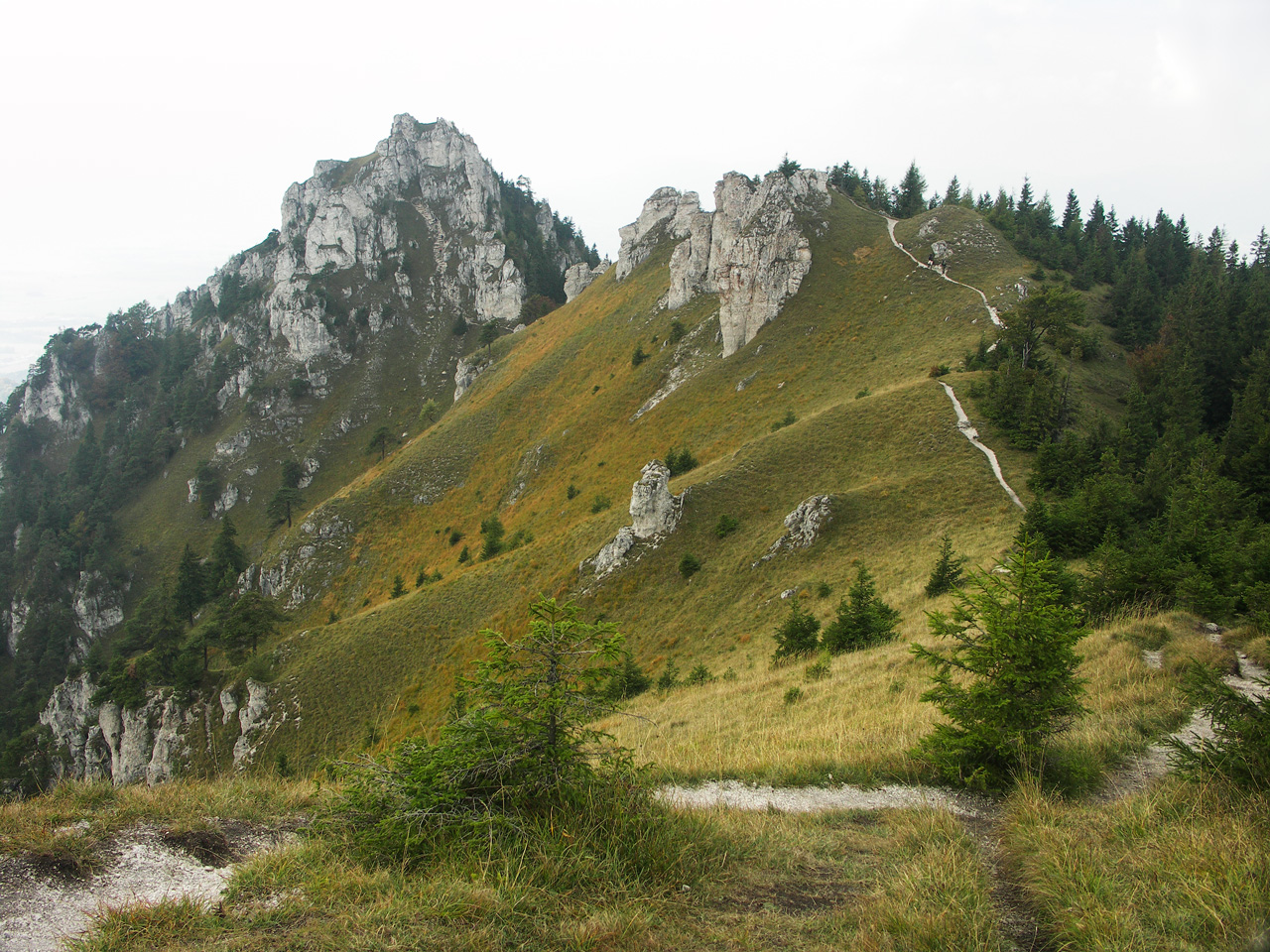
Vetta dell'Ostrá